# The Little Organ Player of San Juan
The Little Organ Player of San Juan è un cortometraggio muto del 1912 diretto da Colin Campbell che ha come interpreti Tom Santschi, Bessie Eyton e Wheeler Oakman. Prodotto dalla Selig Polyscope, il film fu distribuito dalla General Film Company.

## Trama
Padre Augustine salva una bambina da un padre brutale e la fa crescere nella missione di Capistrano. Passano gli anni e la ragazza diventa, sotto la guida di padre Augustine, una valente organista. Abbandona però tutto per amore, fuggendo con Philippi, ingannata dal fascino dell'uomo che si rivela un vero buono a nulla. Pentita per la sua follia, la ragazza tornerà alla missione e alla sua musica.

## Produzione
Il film fu prodotto dalla Selig Polyscope Company.

## Distribuzione
Distribuito dalla General Film Company, il film - un cortometraggio di una bobina - uscì nelle sale cinematografiche statunitensi il 26 dicembre 1912. Il 16 marzo 1913 venne distribuito anche nel Regno Unito